# Arizona
Arizona (wymowa:/ærɪˈzoʊnə/ⓘ) – stan w południowo-zachodniej części Stanów Zjednoczonych, od południa sąsiadujący z meksykańskimi stanami Sonora i Kalifornia Dolna, od zachodu z Kalifornią i Nevadą, od północy z Utah, a od wschodu z Nowym Meksykiem.
Stolicą stanu jest Phoenix, którego obszar metropolitalny jest dziesiątym co do wielkości w Stanach Zjednoczonych i obejmuje około 5 mln mieszkańców. Większość mieszkańców Arizony mieszka w jednym z kilku obszarów miejskich, co sprawia, że większość stanu jest słabo zaludniona.
Łagodne lata na północy i łagodne zimy na południu sprawiają, że Arizona jest popularnym miejscem wypoczynku i emerytur. W latach 2000–2010 populacja Arizony wzrosła o 24,6%, więcej niż w jakimkolwiek innym stanie USA z wyjątkiem Nevady.
Stan ten zamieszkuje trzecia co do wielkości społeczność rdzennych Amerykanów, po Kalifornii i Oklahomie.
Zajmuje obszar wyżynny, w północnej części rozciąga się wyżyna Kolorado.

## Symbole stanu
- Dewiza: Ditat Deus (Bóg wzbogaca)
- Przydomek: Grand Canyon State (Stan Wielkiego Kanionu)
- Symbole: kwiat kaktusa Saguaro, strzyż kaktusowy, drzewo paloverde

## Etymologia nazwy
Historycy nie są zgodni co do pochodzenia nazwy stanu. W XVI wieku teren obecnie leżący na terenie południowej Arizony i północnego Meksyku był nazywany przez Hiszpanów jako Pimería Alta (Górny Pima), czyli obszar należący do tubylców o nazwie Pima. Częścią tego obszaru było miejsce nazywane z języka hiszpańskiego Arisona, Arissona lub Arizona. W 1916 roku historyk James H. McClintock w opublikowanej pracy dowodzi pochodzenia nazwy od słów Indian Tohono O’odham oraz Pima Aleh-zon lub Ali-Shonak oznaczających małe źródło. Także opinie innych wskazują na indiańskie pochodzenie z języka Pima, gdzie Arizonac oznacza miejsce gdzie jest małe źródło.
Obecnie jednak oficjalny historyk stanu Arizona – Marshall Trimble skłania się ku teorii Donalda T. Garate, który opublikował w 2003 roku pracę udowadniającą, iż nazwa pochodzi od słów w języku Basków, którzy należeli do pierwszych eksploratorów tych terenów, a oznaczających w przekładzie Dobry dąb. Ranchería nazywana Arizona została na tych terenach założona w latach 1734–1736 przez pochodzącego z baskijskiej rodziny Bernardo de Urrea. Nazwa stała się popularna od 1836 roku, kiedy na północ od dzisiejszej granicy państwowej odkryto srebro, a poszukiwacze skarbów przenieśli nazwę na całe eksploatowane terytorium.

## Historia
Pierwotną, nadal obecną, ludność tych obszarów stanowią m.in. Indianie z plemion Hopi na północy i Apaczów na południu, którzy przybyli tu po upadku cywilizacji Anasazi (na kilkaset lat przed Hiszpanami). Hopi mieszkają w tych samych wioskach od co najmniej 700 n.e. i kulturowo wywodzą się od Anasazi. Obecnie najliczniejsi Indianie Arizony, Nawahowie, również stanowią element napływowy, z Kanady, przybywając dopiero ok. 1300.
Poprawną etymologię nazwy Arizona historycy wyjaśnili dopiero w 1979. Nazwę swą stan zawdzięcza Baskom, którzy przeważali wśród elementu napływowego z Hiszpanii. Słowo aritz oznacza „dąb” a ona – „dobre miejsce”. Całość, o znaczeniu „miejsce gdzie rosną dobre dęby”, została z czasem skrócona przez opuszczenie litery „t”, jako że ciąg „tz” nie występuje w hiszpańskim (kastylijskim) i nie był wymawiany. Istnieją inne miejsca o nazwie Arizona w Ameryce Środkowej czy Południowej, gdzie również zawitali Baskowie.
- 1539 – Marcos de Niza[7] penetrował obszar w poszukiwaniu „Siedmiu Złotych Miast”.
- XVI wiek – obszar penetrowali hiszpańscy poszukiwacze skarbów (m.in. Francisco Coronado).
- 1692 – ojciec Euzebio Kino założył pierwszą misję.
- 1776 – armia hiszpańska budowała pierwszy fort na tych ziemiach – Tucson.
- 1821 – Hiszpania przekazała terytorium Arizony Meksykowi.
- 1848 – po wojnie amerykańsko-meksykańskiej obszar wszedł w skład Stanów Zjednoczonych jako część Nowego Meksyku.
- 1853 – rząd Stanów Zjednoczonych zakupił od Meksyku południową część terytorium dzisiejszej Arizony.
- 1863 – Arizona została odrębnym terytorium.
- 1871 – prezydent Ulysses Grant wysłał wojsko do Arizony przeciwko Apaczom.
- 1886 – zakończyła się długotrwała wojna z Apaczami. Ostatni oddział dowodzony przez Geronimo został rozbity.
- 14 lutego 1912 – wstąpienie do Unii (jako 48. stan z kolei).
- 1936 – powstaje Hoover Dam. Zapora ta była największą na świecie elektrownią wodną, jak i największą na świecie konstrukcją betonową.

## Geografia

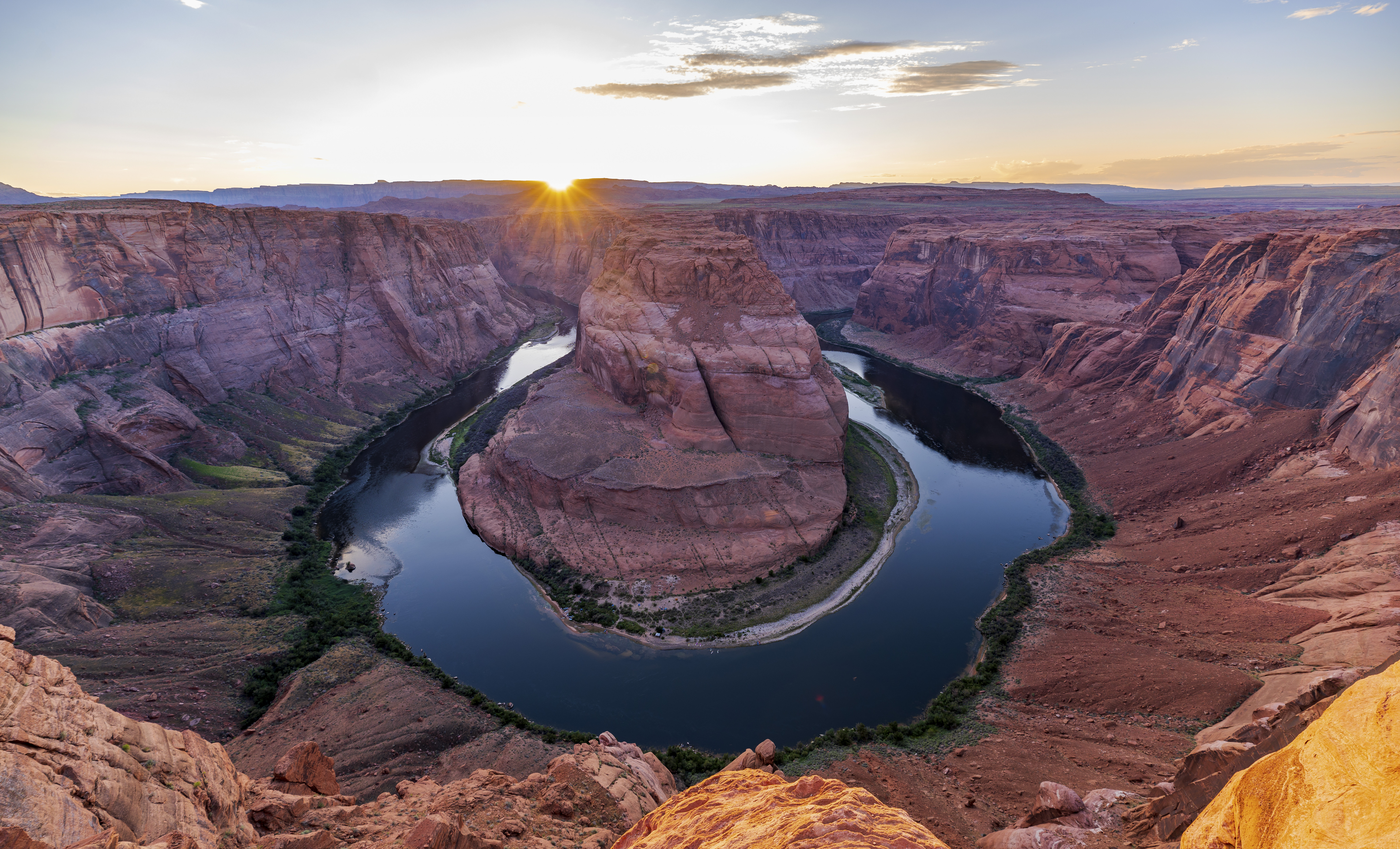
Horseshoe Bend w Wielkim Kanionie Kolorado

Arizona jest szóstym stanem pod względem obszaru za Nowym Meksykiem, a przed Nevadą. 15% obszaru stanu znajduje się w rękach prywatnych, resztę stanowią tereny rządowe i rezerwaty indiańskie.
Klimat podzwrotnikowy i zwrotnikowy, suchy. Średnia temperatura powietrza latem przekracza 35 °C, maksymalnie dochodzi do 55 °C. Naturalną roślinność stanowią półpustynne stepy z kaktusami, na południu roślinność pustynna, na wyżynie Mogollon lasy z sosną żółtą. W północnej części od Parku Narodowego Wielkiego Kanionu do Parku Narodowego Skamieniałego Lasu na północnym brzegu rzeki Małe Kolorado rozciąga się 240 km pas Pustyni Pstrej.
- Najwyższe szczyty: Humphreys Peak (3852 m n.p.m.) i Baldy Mountain (3476 m n.p.m.)
- Główne rzeki: Kolorado, Gila River
- Roślinność: półpustynne stepy z kaktusami, na południu roślinność pustynna, sosna żółta
- Liczba hrabstw: 15
- Liczba parków stanowych: 28

| Phoenix                                  | Sty  | Lut  | Mar  | Kwi  | Maj  | Cze  | Lip  | Sie  | Wrz  | Paź  | Lis  | Gru  |
| ---------------------------------------- | ---- | ---- | ---- | ---- | ---- | ---- | ---- | ---- | ---- | ---- | ---- | ---- |
| Średnia temperatura maksymalna (°C)      | 15,2 | 17,5 | 21,2 | 25,1 | 30,2 | 33,4 | 35,1 | 35,2 | 32,4 | 26,7 | 20,0 | 15,5 |
| Średnia temperatura minimalna (°C)       | 9,2  | 11,9 | 13,4 | 16,8 | 22,8 | 29,4 | 32,2 | 30,9 | 26,7 | 20,3 | 13,8 | 9,8  |
| Średnia temperatura (°C)                 | 12,4 | 14,6 | 17,2 | 21,3 | 25,9 | 31,2 | 34,0 | 32,8 | 29,9 | 23,8 | 16,1 | 12,5 |
| Opady (mm)                               | 21,1 | 19,6 | 27,2 | 6,4  | 4,1  | 2,3  | 25,1 | 23,9 | 19,1 | 20,1 | 18,5 | 23,4 |
| Źródło: US National Climatic Data Center |      |      |      |      |      |      |      |      |      |      |      |      |

## Demografia

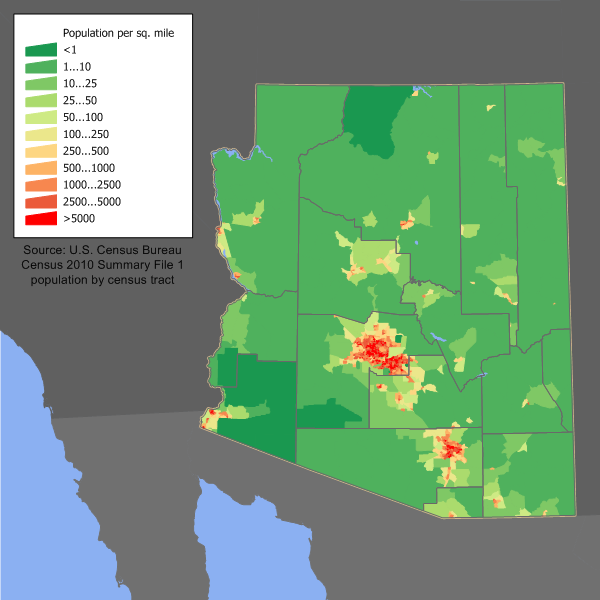
Gęstość zaludnienia Arizony

Spis ludności z roku 2020 stwierdza, że stan Arizona liczy 7 151 502 mieszkańców, co oznacza wzrost o 759 485 (11,9%) w porównaniu z poprzednim spisem z roku 2010. Dzieci poniżej piątego roku życia stanowią 5,9% populacji, 22,5% mieszkańców nie ukończyło jeszcze osiemnastego roku życia, a 18,0% to osoby mające 65 i więcej lat. 50,3% ludności stanu stanowią kobiety.

### Rasy i pochodzenie
Według danych pięcioletnich z 2022 roku, 66,7% mieszkańców stanowiła ludność biała (53% nie licząc Latynosów), 13,4% miało rasę mieszaną, 4,6% to czarnoskórzy Amerykanie lub Afroamerykanie, 4,1% rdzenna ludność Ameryki, 3,4% Azjaci i 0,2% Hawajczycy i mieszkańcy innych wysp Pacyfiku. Latynosi stanowią 32% ludności stanu.
Największe grupy stanowią osoby pochodzenia meksykańskiego (27,6%), niemieckiego (12,5%), angielskiego (9,2%), irlandzkiego (8,7%), włoskiego (4,1%), „amerykańskiego” (3,9%) i afroamerykańskiego. Istnieją także duże grupy Norwegów lub Szwedów (210,8 tys.), Szkotów lub osób pochodzenia szkocko–irlandzkiego (174,4 tys.), Francuzów (168 tys.), nieokreślonych Europejczyków (159,8 tys.) i Polaków (152,2 tys.).

### Miasta
Na terenie stanu Arizona znajduje się 91 miast (city lub town), w tym jedno o liczbie ludności przekraczającej 1 000 000, 12 powyżej 100 000 mieszkańców, a 44 powyżej 10 000 mieszkańców (2021 r.):
- Phoenix (1 624 569)
- Tucson (543 242)
- Mesa (509 475)
- Chandler (279 458)
- Gilbert (273 136)
- Glendale (249 630)
- Scottsdale (242 753)
- Peoria (194 917)
- Tempe (184 118)
- Surprise (149 191)
- Goodyear (101 733)
- Buckeye (101 315)
- Yuma (97 093)
- Avondale (90 564)
- Flagstaff (76 989)
- Queen Creek (66 346)
- Maricopa (62 720)
- Lake Havasu City (58 284)
- Casa Grande (57 699)
- Marana (54 895)
- Prescott Valley (48 188)
- Oro Valley (47 879)
- Prescott (46 833)
- Sierra Vista (45 479)
- Bullhead City (42 232)
- Apache Junction (39 981)
- San Luis (37 333)
- El Mirage (36 016)
- Sahuarita (35 337)
- Kingman (33 822)
- Florence (26 205)
- Fountain Hills (23 819)
- Nogales (19 766)
- Payson (16 516)
- Douglas (16 513)
- Eloy (15 450)
- Coolidge (14 709)
- Somerton (14 311)
- Chino Valley (13 492)
- Paradise Valley (12 682)
- Cottonwood (12 440)
- Camp Verde (12 244)
- Show Low (11 967)
- Safford (10 269)
- Sedona (9763)
- Winslow (8943)
- Wickenburg (7695)
- Page (7375)
- Tolleson (7295)
- Globe (7162)
- Youngtown (7012)
- Litchfield Park (6942)
- Snowflake (6364)
- Benson (5355)
- Thatcher (5310)
- Guadalupe (5307)
- Cave Creek (5015)
- Bisbee (4911)
- Holbrook (4842)
- Clarkdale (4635)
- South Tucson (4585)
- Dewey-Humboldt (4455)
- Eagar (4439)
- Taylor (4119)
- Pinetop-Lakeside (4102)
- Clifton (3847)
- Carefree (3685)
- St. Johns (3388)
- Parker (3338)
- Williams (3267)
- Willcox (3205)
- Pima (2905)
- Star Valley (2532)
- Colorado City (2520)
- Superior (2479)
- Wellton (2447)
- Quartzsite (2358)
- Gila Bend (1887)
- Kearny (1789)
- Springerville (1716)
- Huachuca City (1624)
- Miami (1541)
- Fredonia (1322)
- Tombstone (1307)
- Mammoth (1113)
- Patagonia (793)
- Duncan (677)
- Tusayan (595)
- Hayden (518)
- Jerome (467)
- Winkelman (297)

### Język
W 2010 roku najpowszechniej używanymi językami były:
- język angielski – 72,58%,
- język hiszpański – 21,57%,
- język nawaho – 1,54%.

### Polonia w Arizonie
W 2022 roku oszacowano 152,2 tys. (2,1%) osób pochodzenia polskiego, w tym 101,7 tys. zamieszkiwało hrabstwo Maricopa obejmujące obszar metropolitalny Phoenix. Co roku organizowane są tam festiwale polonijne. Życie kulturalne toczy się głównie przy parafii Matki Boskiej Częstochowskiej.
Drugim, co do wielkości skupiskiem polonijnym jest Tucson. Tam również działalność polonijna koncentruje się wokół parafii św. Cyryla z Aleksandrii. Szkoły przyparafialne są miejscem, gdzie dzieci uczą się historii, języka i tradycji polskiej.

## Religia
Struktura religijna w 2014 roku:
- protestanci – 39%:
  - ewangelikalni – 26%,
  - głównego nurtu – 12%,

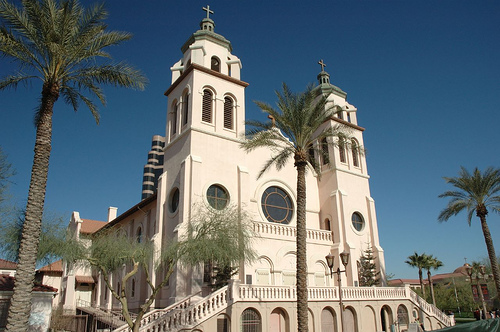
Bazylika Mariacka w Phoenix.

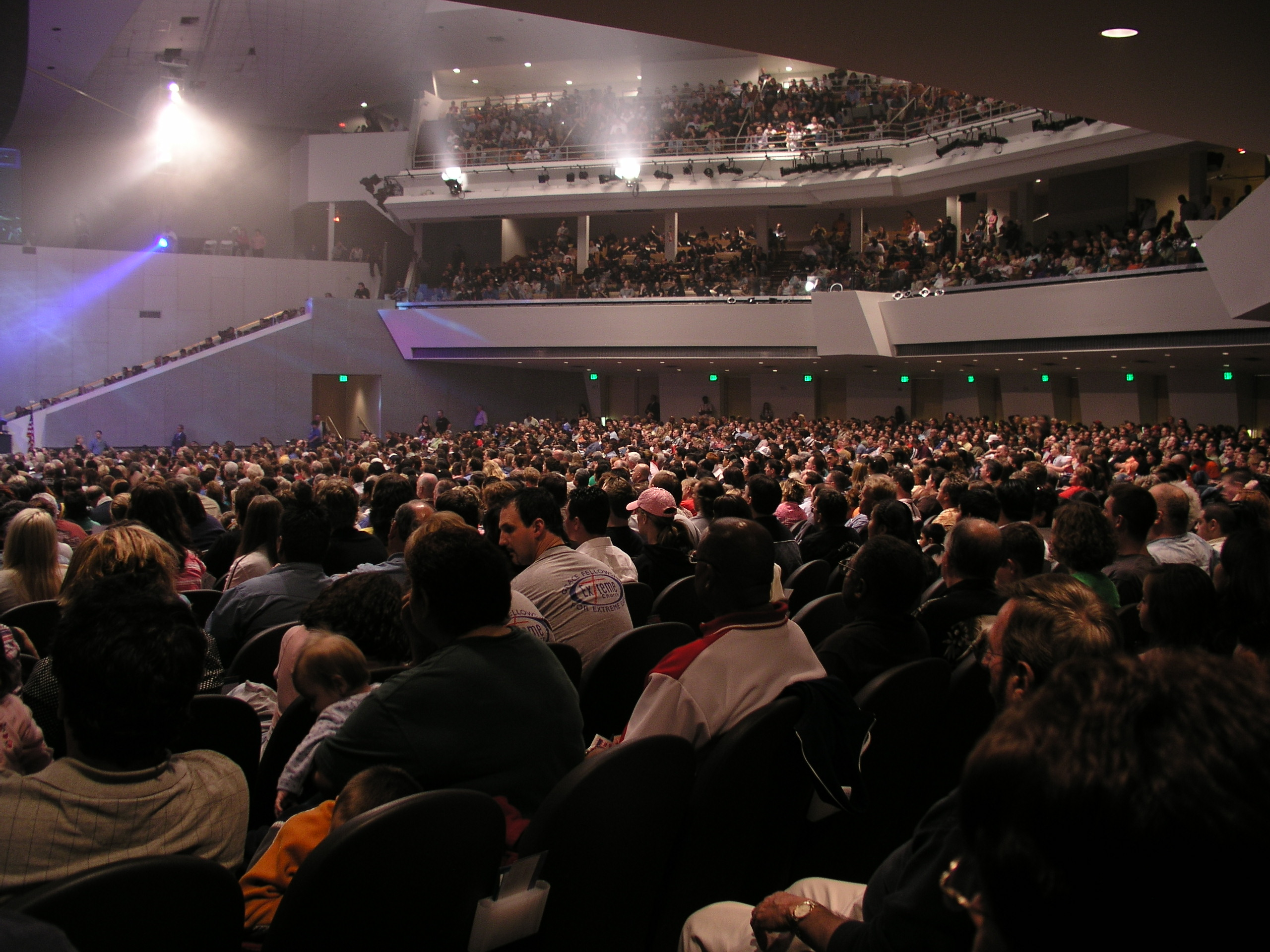
Wnętrze zielonoświątkowego megakościoła Dream City Church.

  - historyczni czarni protestanci – 1%,
- niereligijni – 27% (w tym: agnostycy – 4% i ateiści – 3%),
- katolicy – 21%,
- mormoni – 5%,
- inne religie – 8% (w tym: muzułmanie, świadkowie Jehowy, żydzi, hinduiści, prawosławni, buddyści, Kościół Jedności, bahaiści, scjentyści, unitarianie uniwersaliści, wyznawcy New Age i sikhowie[14]).

67% populacji wyznaje chrześcijaństwo, a Kościół katolicki pozostaje największą pojedynczą organizacją. Nurt kościołów ewangelikalnych obejmuje lokalne kościoły bezdenominacyjne (np. Christ’s Church of the Valley), baptystów, zielonoświątkowców, campbellitów i wiele innych ugrupowań. Protestantyzm głównego nurtu reprezentowany jest głównie przez Zjednoczony Kościół Metodystyczny i Kościół Ewangelicko-Luterański w Ameryce.
Sąsiedztwo ze stanem Utah sprawia, że Arizona wśród stanów USA ma czwarty co do wielkości odsetek mormonów. Po 2010 roku wraz z napływem migrantów mocno wzrosła społeczność muzułmańska (110 tys. w 2020). 86 tys. osób (1,2%) to świadkowie Jehowy.

## Gospodarka
Arizona jest 39. stanem w Stanach Zjednoczonych pod względem dochodu na głowę mieszkańca. Największym pracodawcą w stanie jest rząd stanowy, największym prywatnym pracodawcą jest Walmart.
Najważniejsze gałęzie gospodarki to rolnictwo, górnictwo, produkcja i turystyka, a Wielki Kanion jest największą atrakcją turystyczną stanu, przyciągającą ponad 4 miliony turystów rocznie.
Największy udział w wytwarzaniu produktu krajowego brutto (PKB) stanu mają nieruchomości, usługi rządowe, usługi profesjonalne i biznesowe, finanse i ubezpieczenia, handel i usługi opieki zdrowotnej. Inne kluczowe branże w stanie obejmują produkcję komputerów i produktów elektronicznych, lotnictwo i obronę, oraz nauki biologiczne.

### Bogactwa naturalne

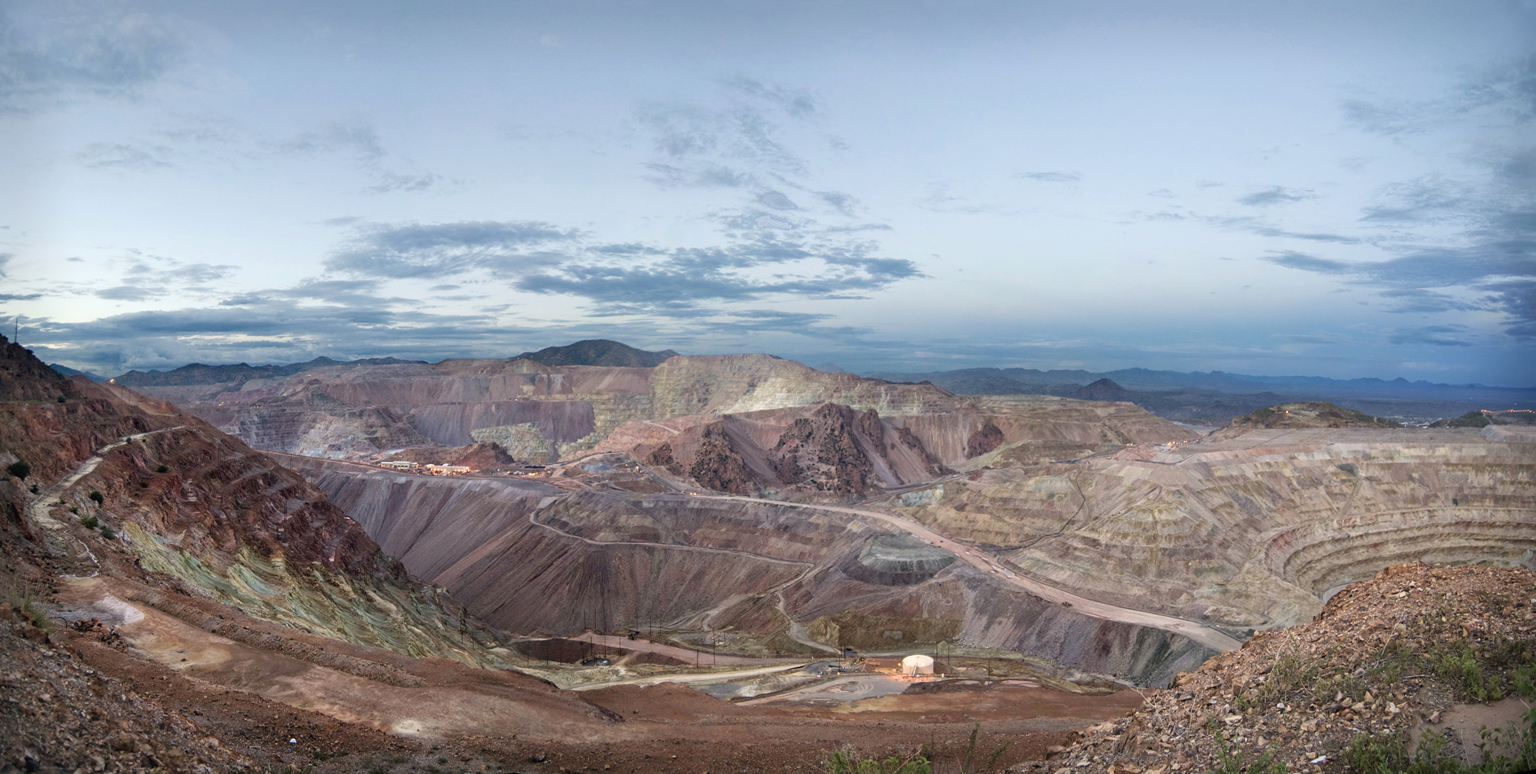
Kopalnia miedzi w pobliżu Morenci

Arizona jest bogata w minerały, a obszar ten już pod koniec XVI wieku przyciągał hiszpańskich odkrywców poszukujących złota, srebra i miedzi. Arizona nadal produkuje więcej miedzi niż jakikolwiek inny stan, co stanowiło prawie trzy czwarte krajowej produkcji w 2020 roku. Arizona jest miejscem występowania dużych rezerw uranu, w tym najwyższej jakości uranu w kraju.
W Arizonie są dwa złoża węgla – Black Mesa na północnym wschodzie w rezerwatach Navajo i Hopi, oraz Pinedale w środkowo-wschodniej Arizonie. Jedyna stanowa kopalnia węgla zaprzestała działalności w 2019 roku.

### Energia

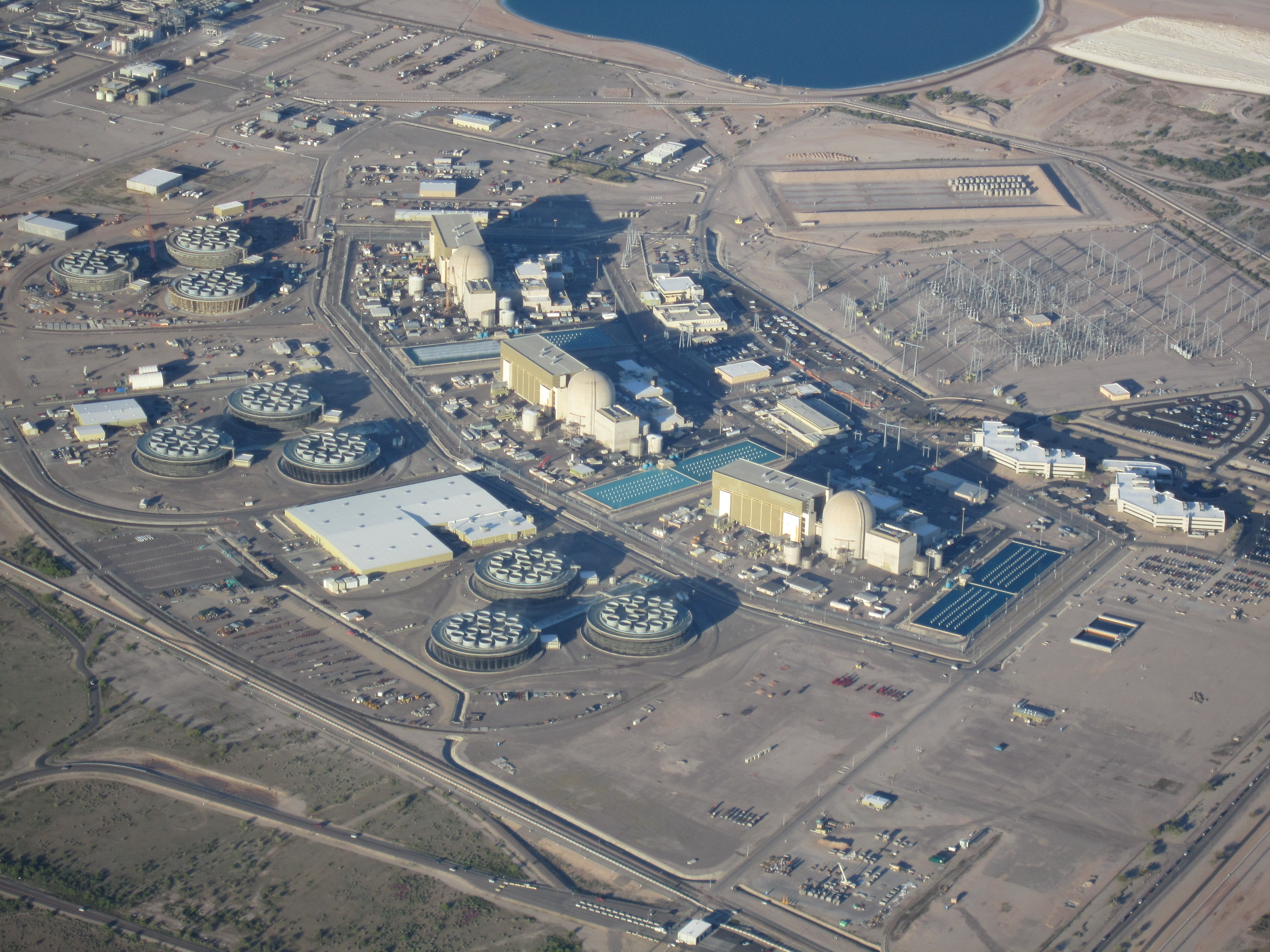
Elektrownia jądrowa Palo Verde w Arizonie jest największą elektrownią jądrową w kraju.

Gaz ziemny jest podstawowym paliwem wykorzystywanym do wytwarzania energii elektrycznej w Arizonie. W 2020 roku odpowiada za blisko połowę produkcji w porównaniu z jedną trzecią zaledwie dwa lata wcześniej. Za blisko trzy dziesiąte wytworzonej energii elektrycznej w stanie odpowiadają trzy działające reaktory Palo Verde.
Na kolejnych miejscach w produkcji energii elektrycznych w Arizonie plasują się elektrownie węglowe, oraz zasoby odnawialne z energią słoneczną i hydroelektryczną na czele. Arizona zajmuje czwarte miejsce wśród stanów produkujących energię elektryczną z energii słonecznej.

### Rolnictwo
Południowa część Arizony to głównie pustynia, gdzie kwitną uprawy bawełny i sałaty. Bydło i owce żyją w górzystych regionach północy i zachodu. Ponadto istotną siłą gospodarczą są cytrusy – stan Wielkiego Kanionu zajmuje drugie miejsce w kraju pod względem produkcji kantalupy, melonów spadziowych i produkcji cytryny. Arizona szczyci się jedną z najbardziej wydajnych sieci nawadniających na świecie.

### Transport

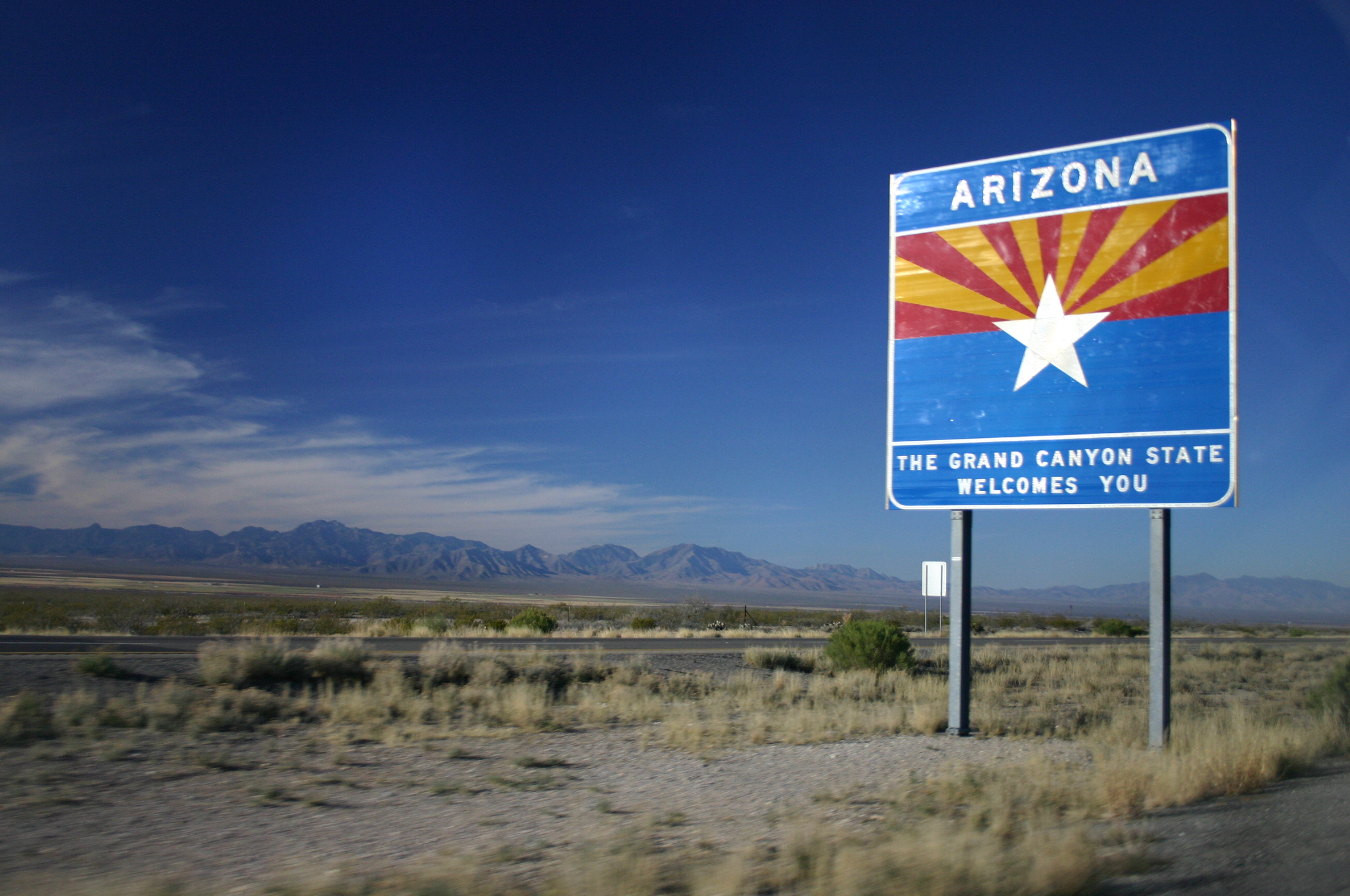
Wjazd do Arizony z Nowego Meksyku na Interstate 10

W Phoenix znajduje się międzykontynentalny port lotniczy Phoenix-Sky Harbor, który obsługuje rocznie więcej niż 40 milionów pasażerów. Ważny jest także port lotniczy w Tucson, który obsługuje 4 miliony pasażerów rocznie.

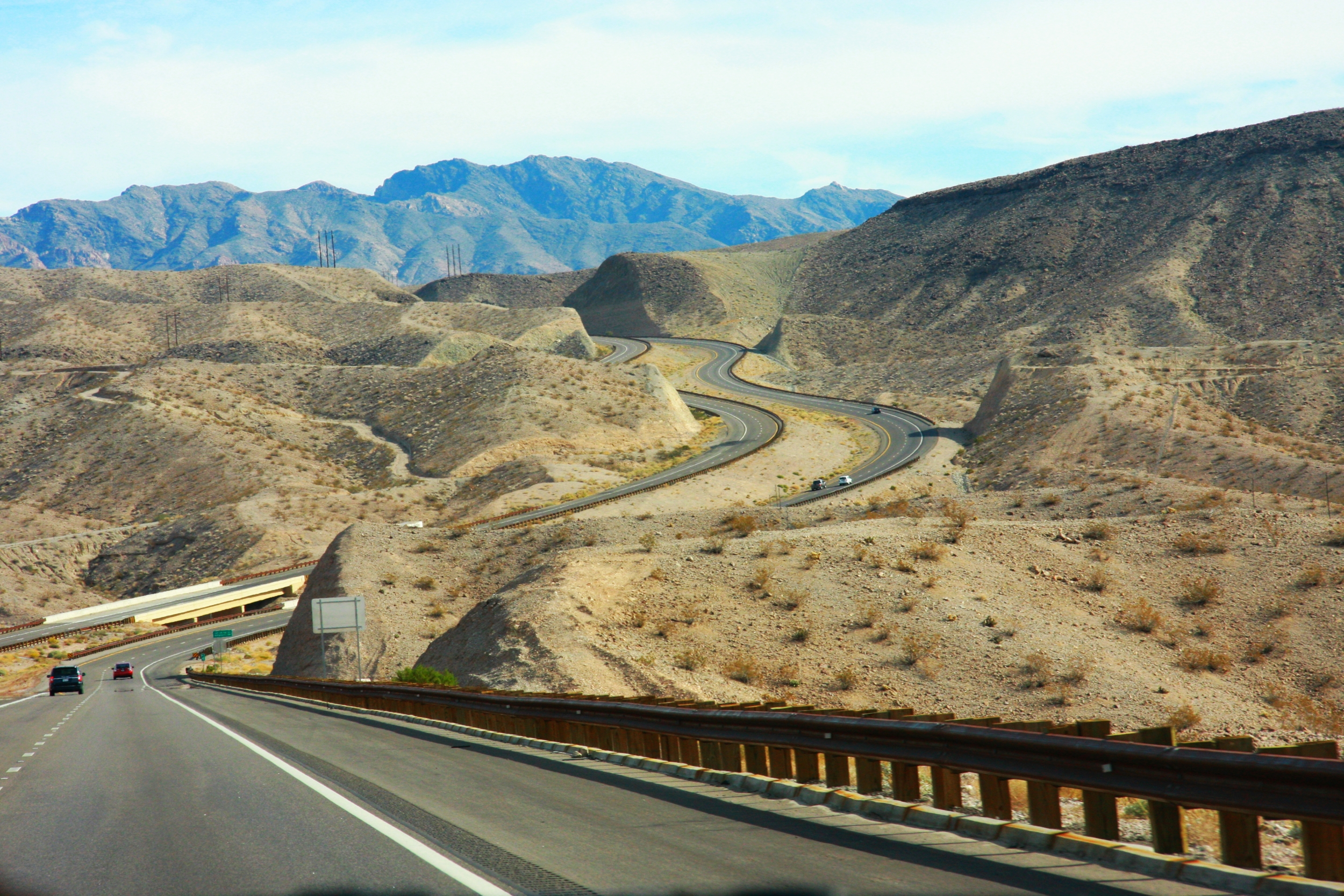
Droga US 93 wiodąca z Kingman w Arizonie do Las Vegas w Nevadzie

Są dwie ważne autostrady międzystanowe na osi wschód-zachód. Na północy, omijając rezerwat Nawaho przecina stan autostrada Interstate 40. W Arizonie jest ona w większości poprowadzona wzdłuż drogi Route 66 (Chicago – Los Angeles), która ma obecnie charakter historyczny, z licznymi muzeami i atrakcjami turystycznymi. Na południu stanu prowadzi autostrada Interstate 10 łącząc Teksas (El Paso) z Kalifornią Południową. Pomiędzy miastami Tucson i Phoenix odchodzi od niej autostrada Interstate 8 wiodąca przez Yumę do San Diego na wybrzeżu Pacyfiku.
Nie ma autostrady przecinającej cały stan w kierunku północ-południe, ze względu na Wielki Kanion i tereny rezerwatów indiańskich na północy. Rolę południkowej arterii spełniają trzy drogi prowadzące od Nogales na granicy z Meksykiem do Flagstaff (Interstate 19, następnie fragment autostrady międzystanowej nr 10 oraz od Phoenix Interstate 17). Obie autostrady (nr 17 i 19) mimo nazwy międzystanowe zaczynają się i kończą w Arizonie. Północno-zachodniej części granicy z Utah nie można pokonać jadąc z południa ze względu na blisko 400 km odcinek Wielkiego Kanionu. Droga US 180 będąca przedłużeniem arterii południkowej od Flagstaff dochodzi tylko do Parku Narodowego Wielkiego Kanionu.
Jedynymi sąsiednimi stanami, które nie mają połączenia autostradami z Arizoną są Nevada i Utah, jednak z tym pierwszym połączenie jest drogą ekspresową, czterojezdniową nr US 93 z Kingman do Las Vegas, a z Utah drogami US 89 oraz US 191 wiodącymi przez rezerwaty Indian Nawaho oraz Hopi.
Google w Arizonie, oferuje darmowe przejazdy dla mieszkańców samochodami autonomicznymi, na obszarze dwukrotnie większym niż San Francisco.

## System polityczny
Władzę ustawodawczą na szczeblu stanowym sprawuje dwuizbowa Legislatura Arizony, złożona z Izby Reprezentantów i Senatu. Na czele władzy wykonawczej stoi gubernator, wybierany w wyborach bezpośrednich na czteroletnią kadencję.

## Ruchy secesyjne wewnątrz stanu
Dnia 10 lutego 2011 r., politycy i działacze reprezentujący co najmniej trzy partie polityczne uruchomili stronę „Start our State” na Facebooku, dążąc do oderwania pewnych terytoriów od Arizony. Pomysł ten po raz pierwszy został zaproponowany w 1980 roku przez Hugh Holuba, zaczął się rozwijać po artykule na pierwszej stronie „Arizona Daily Star” z 24 lutego 2011 roku. Około 1986 zaproponowano odseparowanie od Arizony Gila River (pomiędzy Phoenix i Tucson), po wyborze gubernatora Evana Mechama, który zanim został usunięty z urzędu, anulował płatny urlop w stanowe obchody dnia Martina Luthera Kinga.
Pojawiają się propozycje utworzenia z hrabstwa Pima i sąsiednich hrabstw stanu Baja Arizona. Hrabstwo to, samo w sobie jest większe niż New Jersey i Connecticut, a także ma większą populację niż Vermont i Delaware.

## Edukacja
Edukacja publiczna z trudem radziła sobie z gwałtownym wzrostem liczby studentów wynikającym z wyżu demograficznego oraz z ogólnym brakiem wsparcia finansowego ze strony rządu stanowego, który pod koniec XX wieku należał do tych, które najmniej przeznaczały na edukację publiczną w przeliczeniu na mieszkańca. Dzieci muszą uczęszczać do szkoły w wieku od 8 do 16 lat lub do ukończenia ósmej klasy. Wskaźnik porzucania nauki należy do najwyższych w kraju.
Szkolnictwo wyższe w Arizonie, podobnie jak w większości stanów zachodnich zdominowane jest przez duże uniwersytety publiczne, a do najważniejszych należą: Uniwersytet Arizony w Tucson (zał. w 1885), Arizona State University w Tempe (1885), oraz Northern Arizona University we Flagstaff (1899).